# El imperio del sol
El imperio del sol (en inglés: Empire of the Sun) es una película bélica estadounidense de 1987 producida y dirigida por Steven Spielberg y basada en la novela autobiográfica homónima de J. G. Ballard, de 1984. Está protagonizada por Christian Bale, John Malkovich, Miranda Richardson y Nigel Havers. La película narra la historia de Jamie “Jim” Graham, un niño británico que durante la Segunda Guerra Mundial pasa de vivir en una familia acomodada en Shanghái (China) a convertirse en prisionero de guerra en un campo de prisioneros japonés.
Harold Becker y David Lean iban a dirigir originariamente la película antes de que Spielberg se enrolara en el proyecto, inicialmente como productor de Lean. A Spielberg le atraía dirigir la película por su conexión personal con las películas de Lean y los temas referentes a la Segunda Guerra Mundial. Además, el director considera esta película como su trabajo más profundo sobre la “pérdida de la inocencia”. La película recibió la aclamación de la crítica pero al principio no tuvo éxito en la taquilla, recaudando sólo $22,238,696 dólares en Estados Unidos, pero se recuperó con la recaudación en otros países.

## Argumento
En 1937 Japón le declaró la guerra a China (segunda guerra sino-japonesa), antes de hacerlo también a Estados Unidos y el Reino Unido. En medio de esta situación bélica vive Jamie Graham, un niño británico de clase acomodada fascinado por los aviones y los pilotos japoneses. Jamie vive con sus padres una vida privilegiada ajeno a los desastres que suceden a pocos metros de su mansión situada en el asentamiento internacional de Shanghái. Se presenta como un niño rico y consentido.
Un día acude con sus padres a una fiesta de disfraces para occidentales ricos. En el camino, el chófer chino de la familia se ve obligado a internarse en un suburbio de Shanghái, en donde Jamie, que vive en una especie de mundo británico aparte, observa la cruda realidad por primera vez en la película: marineros estadounidenses escogiendo prostitutas chinas, una agradable monja que le saluda y vendedores ambulantes. Además ve a un muchacho chino que le asusta gritándole "¡no papá, no mamá, no whisky soda!", justo antes de ser apaleado por un policía británico. Más adelante los coches entran en masa con civiles chinos desesperados, que gritan y suplican entrar a la Concesión Internacional para salvarse de los soldados japoneses, ante el horror de los occidentales. Al fin llegan a la fiesta y, vagabundeando con su avión de juguete, Jamie encuentra un avión japonés derribado y cerca de él, un campo lleno de soldados japoneses atrincherados. Jamie queda totalmente sorprendido, igual que los soldados japoneses al verle, no siendo consciente del peligro inminente. Su padre y otro hombre británico le encuentran y le insisten en que salga de esa zona, aunque sin correr.
Tras el ataque japonés a Pearl Harbor en 1941, los japoneses inician la ocupación del asentamiento internacional de Shanghái y en el consiguiente caos para escapar de la ciudad y tomar el ferry de salida, Jamie pierde a sus padres entre las multitudes de gente asustada, durante el cual se desata un tiroteo entre los miembros de la Resistencia China y el Ejército Imperial Japonés. Jamie vuelve a casa y está una temporada esperando a sus padres hasta que se terminan sus reservas de comida. 
Hambriento, Jamie vaga por las calles intentando desesperadamente rendirse a los soldados japoneses, que le hacen caso omiso y se burlan de él. Tras muchas penurias conoce a Frank, que lo lleva con Basie (John Malkovich), un estafador estadounidense de oscuro pasado y dudosas intenciones que vive junto con Frank en un barco abandonado en un río. Los nuevos “amigos” de Jamie lo apodan Jim e intentan venderlo, pero al no conseguirlo quieren abandonarlo, pero los convence de encontrar casas ricas vacías en el barrio donde vivía y les guía allí, donde se encuentran con un grupo de soldados japoneses que los atrapan.
Todos son conducidos al Lunghua Civilian Assembly Center, en Shanghái. Allí, la vida pende de un hilo y Basie enseña a Jim cómo sobrevivir por todos los medios posibles mientras éste le cuida. Un tiempo más tarde llega una furgoneta para llevarse internos al campo de prisioneros de Suzhou Creek, que está junto a un aeródromo militar japonés. Basie es elegido para ir al campo, pero Jim no, aunque al final consigue ir porque conoce el camino y puede guiar al conductor. Al llegar al campo, Jim es atraído por el rumor de hombres trabajando y se encuentra vagando entre los soldados del escuadrón de cazas Mitsubishi A6M Zero. Encuentra un reluciente avión e hipnotizado lo toca como en trance, cuando aparecen tres pilotos de combate, a los que Jim saluda y éstos le devuelven el saludo.
En Lunghua, los Victor, un joven matrimonio de ricos británicos acoge a Jim en su barracón. La mujer, al contrario que su marido, no ha asumido la nueva realidad y, tanto ella como otros ricos, protestan porque los nipones les obligan a trabajar, siendo golpeados, en tanto que Basie y Jim, supervivientes inteligentes, se ponen a trabajar sin rechistar. 
Pasan los años. Es el inicio de 1945 y sólo faltan unos meses para que la guerra en el Pacífico termine. Jim se ha establecido en el campo realizando un trabajo extensivo de intercambio de cosas que incluso alcanza al oficial al mando, el sargento Nagata. El Dr. Rawlings, médico del campo, se convierte en una figura paternal y un profesor para él. La vida en el campo es una mezcla de terror, enfermedades y duras condiciones de vida. Una noche, un Boeing B-29 Superfortress es derribado y se estrella junto al campo, y Nagata, en represalia, ordena la destrucción de las ventanas de los barracones de los presos. Cuando unos japoneses, acompañados de Nagata, van a romper los cristales de la enfermería, el Dr. Rawlings intenta impedirlo, pero Nagata comienza a apalearle. Jim hace aparición, rompe él mismo una ventana de la enfermería y pide clemencia en fluido japonés, y así terminan, al menos en parte, con la represalia. Otro día a través de la alambrada Jim observa a un joven japonés, que juega con un avión de juguete y desea ser un famoso piloto. También empieza a descubrir el sexo, sintiendo atracción por la señora Victor, aunque la joven en realidad está enferma y es despótica con el niño.
Basie está cómodamente instalado en los barracones de prisioneros estadounidenses y Jim le visita frecuentemente ya que idealiza a los americanos. Un día, Basie le encarga poner trampas para cazar pájaros fuera de la alambrada, prometiéndole un sitio en el pabellón estadounidense si lo consigue; en realidad, Basie planea fugarse y quiere usarlo para saber si hay minas en la zona, Jim consigue poner las trampas con ayuda de su amigo japonés y es bienvenido en el pabellón estadounidense mientras.
Durante una inspección sorpresa en el barracón estadounidense, Nagata descubre un jabón que Jim le había robado para Basie, quien recibe una severa paliza y, mientras está en la enfermería, los demás hombres del barracón le roban todas sus posesiones. Jim vuelve al barracón de los británicos.
Un amanecer, Jim es testigo de un ritual kamikaze realizado por tres pilotos japoneses en la base aérea de al lado. Impulsado por la emoción de la ceremonia, empieza a cantar la canción galesa "Suo Gân". Cuando los japoneses comienzan a despegar, sobreviene un ataque a la base por un grupo de cazabombarderos North American P-51 Mustang. Abrumado por todo lo que está pasando, Jim sube a las ruinas de una pagoda cercana para ver mejor el ataque aéreo. El doctor va a buscarlo e intenta que baje para que no resulte herido, pero Jim no quiere bajar. Al final, muy nervioso, estalla en llanto y confiesa al doctor que no recuerda ya cómo era su madre. Como resultado del ataque, los japoneses deciden evacuar el campo y durante la confusión subsiguiente, Basie escapa, abandonando a Jim pese a que le prometió llevárselo. 
La marcha de los prisioneros campo a través provoca muchas muertes por fatiga, hambre y enfermedades. La Sra. Victor muere y Jim cree que la luz que ve en el cielo es su alma ascendiendo, pero después sabrá que fue la luz provocada por la detonación de la bomba atómica de Hiroshima a muchos kilómetros de allí y que la guerra está a punto de terminar.
Al final, llegan a un estadio de fútbol cerca de Nantao, pero Jim se escapa y vuelve a Soochow Creek. Allí, casi muerto de inanición, se reencuentra con su amigo japonés, que no puede desempeñar sus obligaciones como kamikaze porque su avión no funciona. El joven ofrece un mango a Jim y cuando va a cortarlo con su katana, reaparece Basie con un grupo de estadounidenses, saqueando los contenedores de víveres que envía la Cruz Roja. Uno de los estadounidenses dispara y mata al joven japonés. Jim, furioso, golpea al asesino. Basie le aparta y le promete llevarle de vuelta a Shanghái, pero Jim le rechaza señalando: “Me enseñaste a que la gente es capaz de todo por una patata”, mostrando que ha dejado de lado la idealización infantil. Al final, Jim es encontrado por las tropas estadounidenses, ante las que se rinde y lo llevan a un orfanato en Shanghái.
Tiempo después, los padres de Jim visitan el orfanato pero no le reconocen inicialmente, pues ha cambiado y se ha endurecido por lo vivido. Después, su madre le reconoce y se abrazan mientras el niño observa con extrañeza su elegante apariencia, ajena a sus actuales prioridades y penurias vividas. Jim cierra los ojos mientras se muestra que su maleta, que lo acompañó en todas sus experiencias en la guerra, se aleja flotando en el río como símbolo de la niñez y la inocencia que no volverán.

## Reparto

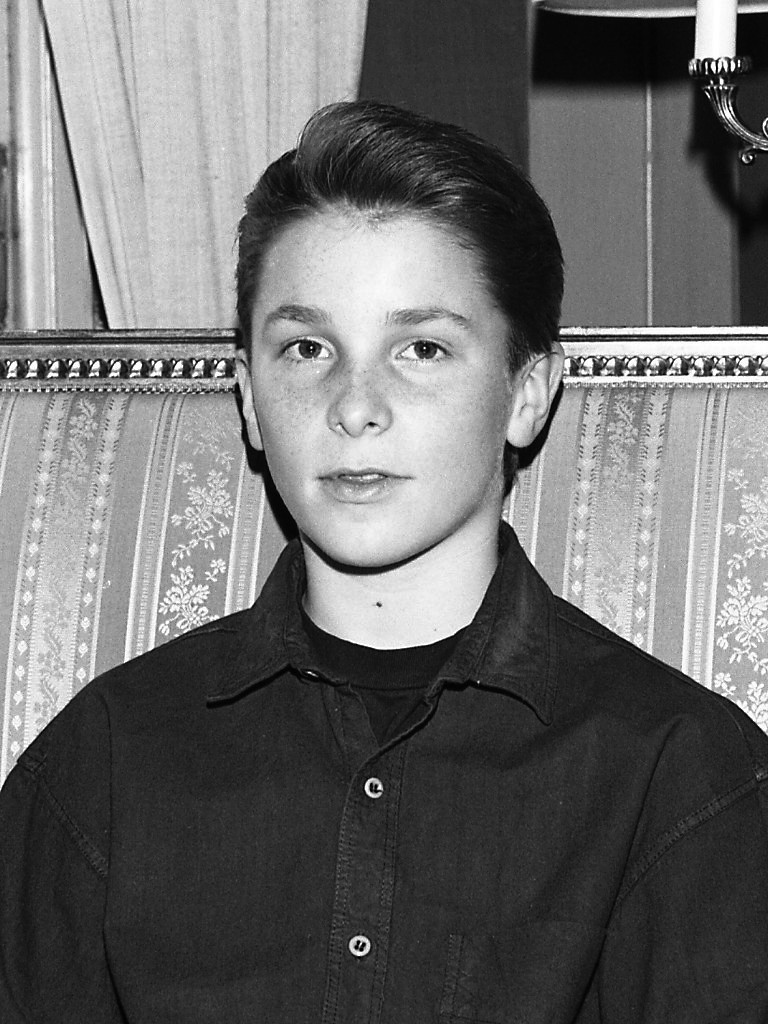
Christian Bale durante la promoción de la película en Suecia.

| Actor              | Personaje                   | Notas |
| ------------------ | --------------------------- | --- |
| Christian Bale     | Jim 'James/Jamie' Graham    | un joven británico que pasa de vivir en una familia rica en Shanghái a convertirse en prisionero de guerra en la Segunda Guerra Mundial. J. G. Ballard afirmó que Bale se parecía a él a su misma edad. El actor tenía 12 años cuando hizo el casting. Amy Irving, que actuó junto a Bale en el telefilm Anastasia: The Mystery of Anna, recomendó a Bale a su esposo, Steven Spielberg, para el papel. Más de 4.000 niños fueron al casting para el rol. |
| John Malkovich     | Basie                       | un estadounidense camarero en un barco abandonado en Shanghái durante la ocupación japonesa. Inicia una amistad con Jamie, al que apoda “Jim”. Interpretado con un lacónico cinismo, Basie no es exactamente un padre para Jim, y le deja su espacio. |
| Miranda Richardson | Sra. Victor                 | Señora inglesa que es vecina de Jim en Suzhou. Muere en el estadio al que son llevados tras el bombardeo del campo de prisioneros. |
| Nigel Havers       | Dr. Rawlins                 | Ocupa la posición de figura paterna de Jim en Suzhou. Encuentra dificultades en enseñarle humildad. |
| Joe Pantoliano     | Frank Demarest              | compañero de Basie, el cual casi atropella a Jim con su camioneta. Se une a Basie y Jim en el campo de prisioneros. |
| Leslie Phillips    | Maxton                      | |
| Masatō Ibu         | Sargento Nagata             | contradictorio primer mando del campo de concentración, violento y a veces tibio. |
| Emily Richard      | Mary Graham, madre de James | |
| Rupert Frazer      | John Graham, padre de James | |
| Peter Gale         | Sr. Victor                  | |
| Takatoro Kataoka   | Piloto                      | |
| Ben Stiller        | Dainty                      | |
| David Neidorf      | Tiptree                     | |
| Ralph Seymour      | Cohen                       | |
| Robert Stephens    | Sr. Lockwood                | |